# ونیگزن
ونیگزن (به آلمانی: Wennigsen) یک شهر در آلمان است که در هانوفر رگیون واقع شده‌است. ونیگزن ۱۴٬۱۰۲ نفر جمعیت دارد.

## خواهرخوانده
شهر Forges-les-Eaux خواهرزادهٔ ونیگزن هست.